# Koffertheater
Das  Koffertheater ist ein 1984 gegründetes Amateurtheater im Kulturzentrum Lichtburg in Wetter (Ruhr).
Das Ensemble entstand aus einer Theater-AG an der Realschule Wetter. Nach der Gründung im Oktober 1984 wurden zunächst literarische Abende veranstaltet und Kabarettprogramme aufgeführt. Das erste Theaterstück des Ensembles war 1987 „In Goethes Hand“ von Martin Walser. Die gemeinsame Suche mit dem Unabhängigen Kulturverein Wetter und der Musikerinitiative Wetter nach einem festen Spielort führte 1990 zur Gründung des Trägervereins „Kulturzentrum Lichtburg e. V.“. Nach Umbauten in dem ehemaligen Kino Lichtburg wurde 1992 das gleichnamige Kulturzentrum eröffnet. Seitdem hat das Koffertheater einen festen Spielort, entwickelte zahlreiche eigene Produktionen und leistet Nachwuchsarbeit. Die 2011 unter dem Titel YoungActorsClub gestarteten Kurse für Jugendliche bieten unter theaterpädagogischer Leitung von Ramona Köhler Jugendlichen die Möglichkeit, eigene Theaterprojekte zu inszenieren.
Das Repertoire der Bühne reicht von Klassikern, Komödien und Boulevardstücken über Kindertheater, Lesungen und Live-Hörspiele bis zu Comedy, Kabarett und Musical. Während früher eine Inszenierung pro Saison auf dem Plan stand, werden mittlerweile drei Produktionen pro Spielzeit in den Genres Familie, Komödie, Thriller aufgeführt. „Die Eigenproduktionen bieten Musik und Theater weit über der Kleinstadt-Liga“ und setzen laut WAZ „immer wieder Highlights im kulturellen Leben der Stadt“.
Seit 2011 gastiert das Koffertheater mit selbstproduzierten Krimi-Dinner-Komödien im Seepavillon des Dortmunder Westfalenparks. Gastspiele gibt das Ensemble auch im Kulturhaus Thealozzi in Bochum und der Kulturbühne Hasper Hammer in Hagen-Haspe.
Das von Klaus Mitschke für das Koffertheater geschriebene Stück Zu früh getraut wurde 2011 aufgeführt und in das Programm des Deutschen Theaterverlages aufgenommen.